# Rui Lourenço Portocarrero
Rui Lourenço Portocarrero foi senhor de Portocarrero e um nobre medieval do Reino de Portugal.

## Relações familiares
Foi filho de Lourenço Anes de Portocarreiro e de Guiomar Rodrigues Fafes (c. 1240 -?), filha de Rui Fafes (c. 1215 -?) e de Tereja Pires Alcoforado (c. 1220 -?). Casou com Maria Anes de Soalhães, filha de D. João Martins de Soalhães (Soalhães? - Braga, 1 de Maio de 1325), que foi bispo de Lisboa (1294 e 1313) e arcebispo de Braga, cargo que exerceu entre 1313 e 1325 e instituidor do Morgado de Soalhães em 13 de maio de 1304 e de uma senhora cujo nome a história não regista. Deste casamento nasceu:
1. João Rodrigues Portocarreiro (Portocarrero, c. 1175 - 20 de julho de 1234) e de Margarida Fernandes, filha de Fernão Gonçalves Moreira e de Maria Gomes.